# Vinhomes
Vinhomes, le plus grand promoteur immobilier du Viêt Nam, est basé dans le District de Hai Ba Trung à Hanoï. 

## Présentation
Fondée en tant que filiale de Vingroup, la société en est séparée en 2018 et 10% des actions sont alors vendues lors de son entrée en bourse d'Hô-Chi-Minh-Ville.
Après le premier jour de négociation, la société était la deuxième plus grande entreprise privée au Vietnam, derrière sa société mère Vingroup.
Vinhomes développe des propriétés immobilières dans 40 villes du Vietnam et y possède 16 000 hectares de terrain.
En 2019, il est, entre autres, propriétaire du plus haut bâtiment du Vietnam, le Landmark 81.
En juin 2020, un consortium composé par le groupe américain KKR et le fonds singapourien Temasek Holdings prend le 6% de la participation dans Vinhomes pour une somme de 650 millions de dollars.
Le même mois, dans le cadre des mesures visant à relancer l'économie du Viêt Nam, affectée par la pandémie de Covid-19, Vinhomes et Vingroup sont bénéficiaires d'un accord avec le gouvernement vietnamien pour développer un projet immobilier de 9 milliards de dollars.